# Уведомления Интерпола
Уведомление Интерпола — международное оповещение, распространяемое Интерполом для передачи информации о преступлениях, преступниках и угрозах со стороны полиции в государстве-члене (или уполномоченной международной организации) своим коллегам по всему миру. Информация, распространяемая посредством уведомлений, касается лиц, разыскиваемых за тяжкие преступления, пропавших без вести, неопознанных тел, возможных угроз, побегов из тюрем и modus operandi (методов действия преступников).
Существует восемь типов уведомлений, семь из которых имеют цветовую кодировку в зависимости от их функции: красный, синий, зелёный, жёлтый, чёрный, оранжевый и фиолетовый. Самым известным уведомлением является красное уведомление, которое является «самым близким инструментом к международному ордеру на арест, используемому сегодня». Восьмое специальное уведомление выдаётся по запросу Совета Безопасности Организации Объединённых Наций.
Уведомления, публикуемые Интерполом, выпускаются либо по собственной инициативе организации, либо на основе запросов от национальных центральных бюро (НЦБ) государств-членов или уполномоченных международных организаций, таких как Организация Объединённых Наций и Международный уголовный суд. Все уведомления публикуются на защищённом веб-сайте Интерпола. Выдержки из уведомлений также могут быть опубликованы на общедоступном веб-сайте Интерпола, если запрашивающая организация согласна.
Интерпол может опубликовать только уведомление, которое соответствует всем надлежащим правовым условиям. Например, уведомление не будет опубликовано, если оно нарушает устав Интерпола, который запрещает организации осуществлять деятельность политического, военного, религиозного или расового характера. Интерпол может отказать в публикации уведомления, которое он считает нецелесообразным или потенциально опасным. Тем не менее, известны случаи злоупотребления властями РФ уведомлениями Интерпола в рамках транснациональных репрессий по отношению к диссидентам.
Уведомления могут быть выпущены на любом из четырёх официальных языков Интерпола: английском, французском, испанском и арабском.

## Типы уведомлений
| Тип уведомления                                             | Цель |
| ----------------------------------------------------------- | --- |
| Красное уведомление                                         | Выяснить местонахождение или добиться ареста лица, разыскиваемого судебным органом или международным трибуналом, с целью его экстрадиции            |
| Синее уведомление                                           | Обнаружить, идентифицировать или получить информацию о лице, представляющем интерес в ходе уголовного расследования                                 |
| Зелёное уведомление                                         | Предупредить о преступной деятельности человека, являющегося потенциальной угрозой общественной безопасности                                        |
| Жёлтое уведомление                                          | Найти пропавшего человека или опознать человека, не способного идентифицировать себя                                                                |
| Чёрное уведомление                                          | Опознать труп |
| Оранжевое уведомление                                       | Предупредить о событии, человеке, объекте или процессе, представляющих потенциальную угрозу для людей или имущества                                 |
| Фиолетовое уведомление                                      | Передать информацию о modi operandi (способах совершения преступлений), процедурах, предметах, устройствах или укрытиях, используемых преступниками |
| Специальное уведомление Интерпола и Совета Безопасности ООН | Информировать членов Интерпола о том, что физическое или юридическое лицо находится под санкциями ООН.                                              |

В 2025 году Интерпол начал пилотное использование Серебряного уведомления для активов, используемых в преступной деятельности. Аналогично уведомлению существует ещё один запрос о сотрудничестве или механизм оповещения, известный как диффузия. Это менее формально, чем уведомление, но тоже используется для запроса ареста или местонахождения лица или дополнительной информации во время полицейского расследования. Диффузия распространяется напрямую государством-членом или международной организацией в страны по их выбору или всем членам Интерпола, и одновременно регистрируется в базах данных Интерпола.

## Предыстория
Международная система уведомлений была создана в 1946 году, когда Интерпол восстановил себя после Второй мировой войны в парижском пригороде Сен-Клу. Первоначально она состояла из шести цветных уведомлений: красный, синий, зелёный, жёлтый, чёрный и фиолетовый. В 2004 году был добавлен седьмой цвет — оранжевый.
В 2005 году по просьбе Совета Безопасности ООН в Резолюции 1617 года было создано специальное уведомление Интерпола и Совета Безопасности ООН, чтобы предоставить Совету Безопасности более эффективные инструменты для выполнения его мандата в отношении замораживания активов, запретов на поездки и эмбарго на поставки оружия, направленных на лиц и организации, связанные с «Аль-Каидой» и «Талибаном», и было принято Интерполом на его 74-й Генеральной ассамблее в Берлине в сентябре 2005 года.
| Опубликованы | Опубликованы | Опубликованы | Опубликованы | Опубликованы | Опубликованы | Опубликованы | Опубликованы | Опубликованы | Опубликованы | Опубликованы | В обращении (EOY) | В обращении (EOY) |        |
| Год          | Красные      | Синие        | Зелёные      | Жёлтые       | Чёрные       | Оранжевые    | Фиолетовые   | Интерпол-ООН | Диффузии     | Всего        | Уведомления       | Диффузии          | Аресты |
| ------------ | ------------ | ------------ | ------------ | ------------ | ------------ | ------------ | ------------ | ------------ | ------------ | ------------ | ----------------- | ----------------- | ------ |
| 2011         | 7678         | 705          | 1132         | 1059         | 104          | 31           | 8            | 30           | 15 708       | ±26 500      | 40 836            | 48 310            | 7958   |
| 2012         | 8136         | 1085         | 1477         | 1691         | 141          | 31           | 16           | 78           | 20 130       | ±32 750      | 46 994            | 66 614            |        |
| 2013         | 8857         | 1691         | 1004         | 1889         | 117          | 43           | 102          | 79           | 21 183       | ±34 820      | 52 880            | 70 159            | 1749   |
| 2014         | 10 718       | 2355         | 1216         | 2814         | 153          | 29           | 75           | 72           | 21 922       | ±39 250      | 60 187            | 74 625            | 2336   |
| 2015         | 11 492       | 3913         | 1248         | 2505         | 153          | 36           | 139          | 51           | 22 753       | ±42 266      | 67 491            | 78 313            |        |
| 2016         | 12 878       |              |              | 2675         |              |              |              |              |              |              |                   |                   |        |
| 2017         | 12 042       | 2508         | 4422         | 130          | 777          | 3            | 165          | 19           |              |              |                   |                   |        |
| 2018         | 13 516       | 2397         | 4139         | 134          | 827          | 52           | 97           | 28           |              |              |                   |                   |        |
| 2019         | 13 410       | 3193         | 3375         | 256          | 761          | 33           | 92           | 15           |              |              |                   |                   |        |
| 2020         | 11 094       | 2554         | 3966         | 391          | 509          | 39           | 130          | 9            |              |              |                   |                   |        |
| 2021         | 10 776       | 2622         | 3604         | 118          | 1072         | 45           | 107          | 13           |              |              |                   |                   |        |
| 2022         | 11 282       | 2916         | 4073         | 167          | 607          | 43           | 101          | 6            |              |              |                   |                   |        |
| 2023         | 12 260       | 2687         | 3546         | 282          | 473          | 17           | 72           | 10           |              |              |                   |                   |        |

## Спорные аспекты

### Спорные аспекты использования красных уведомлений
В своей книге «Красное уведомление: правдивая история крупных финансов, убийства и борьбы одного человека за справедливость» Билл Браудер, генеральный директор Hermitage Capital Management, описывает, как российское правительство неоднократно просило Интерпол выдать красное уведомление о его аресте. Интерпол отказался сделать это на том основании, что посчитал запрос «преимущественно политическим по своей природе и, следовательно, противоречащим правилам и положениям Интерпола». Не сумев добиться его экстрадиции, московский суд впоследствии осудил Браудера за уклонение от уплаты налогов заочно.
В январе 2017 года базирующаяся в Великобритании неправительственная организация Fair Trials призвала Интерпол ввести более строгие проверки. Генеральный директор Fair Trial Джаго Рассел заявил: «Интерпол позволяет репрессивным режимам по всему миру использовать себя для экспорта преследования правозащитников, журналистов и политических оппонентов». Были опасения по поводу конфликта интересов, а также в марте 2017 года ОАЭ пожертвовали Интерполу 54 миллиона долларов, что примерно равнялось взносам всех других государств-членов. Генеральный секретарь Интерпола Юрген Сток заявил, что Интерпол создал целевую группу для рассмотрения запросов «ещё более интенсивно».
В июне 2020 года Иран выдал ордер на арест президента США Дональда Трампа и 35 других политических и военных должностных лиц США за их роль в убийстве Касема Сулеймани и попросил Интерпол выдать красное уведомление.
В 2013 г оду стало ясно, что красные уведомления Интерпола иногда бывали неточными и могли быть политически мотивированными. Такие НПО, как Fair Trials International, указали на его ограниченный внутренний контроль над политическими злоупотреблениями. Многие страны — члены Интерпола имели плохую репутацию в области прав человека и управлялись коррумпированными, недемократическими правительствами, и обвинялись в злоупотреблении красных уведомлений в политических целях.
Некоторые красные уведомления являются спорными и использовались для преследования противников режимов, например, бывшего президента Украины Виктора Януковича, чьё красное уведомление было удалено, поскольку было доказано, что это был политический запрос.
Интерпол выпустил новую политику в отношении беженцев в 2015 году, предусматривающую, что красное уведомление не будет выдано беженцу, если оно было запрошено страной, которую беженец изначально покинул.
В ноябре 2018 года Бахрейн выдал красное уведомление футболисту и диссиденту Хакиму аль-Арайби, который бежал из Бахрейна в 2014 году и получил статус беженца в Австралии несколько лет спустя. Он был арестован по прибытии в Таиланд со своей женой для медового месяца в ноябре 2018 года тайской полицией на основании красного уведомления, несмотря на то, что красное уведомление было отозвано через несколько дней на основании незаконности. 11 февраля он был освобождён после того, как тайские прокуроры прекратили дело, и прибыл в Австралию на следующий день. Спустя месяц, 12 марта 2019 года, ему предоставили австралийское гражданство.
Растёт обеспокоенность по поводу того, что беженцы незаконно подвергаются воздействию красных уведомлений. Недавние примеры до дела аль-Арайби включают задержание российского активиста Петра Силаева в Испании и алжирского адвоката по правам человека Рашида Месли в Италии. В случае аль-Арайби, несмотря на то, что красное уведомление было отозвано всего через несколько дней после выдачи, Бахрейн тем не менее выдал распоряжение об экстрадиции, а Таиланд подчинился, что привело к судебному разбирательству, в котором аль-Арайби пришлось защищать своё несогласие с экстрадицией.

## Комиссия Интерпола по контролю за файлами
Комиссия Интерпола по контролю за файлами (CCF) является независимым органом мониторинга. Он работает в соответствии с рядом официальных правил и документов и имеет три основные функции:
- Мониторинг применения правил защиты данных к персональным данным, обрабатываемым Интерполом
- Консультирование по любым операциям или проектам, касающимся обработки персональной информации
- Обработка запросов на доступ к файлам Интерпола

В 2008 году Генеральная Ассамблея Интерпола проголосовала за внесение поправок в устав Интерпола, чтобы интегрировать CCF в его внутреннюю правовую структуру, тем самым гарантируя его независимость.
Однако наиболее заметной функцией CCF является рассмотрение юридических петиций, поданных лицами с просьбой об отзыве красных уведомлений. Такие петиции, как правило, достигают успеха только в том случае, если красное уведомление считается нарушающим Конституцию Интерпола, либо потому, что оно нарушает Всеобщую декларацию прав человека, либо потому, что оно было выдано по политическим, религиозным, военным или расовым причинам.

## В поп-культуре
- В оригинальной версии видеоигры Brøderbund 1985 года «Где в мире Кармен Сандиего?» первой частью задачи игрока в каждой миссии является получение красного уведомления Интерпола (неточно описанного как «ордер на арест») на члена вымышленного преступного синдиката.
- «Чёрное уведомление», криминальный роман Патрисии Корнуэлл, был назван в честь процедуры Интерпола.
- Фильмы «Красное уведомление» и «SAS: Red Notice» были названы в честь процедуры Интерпола.